# Felix the Cat: The Movie
Felix the Cat: The Movie (em português: As Aventuras do Gato Félix - O Filme) é um filme de animação em 1988 distribuído pela New World Pictures, baseado no personagem de desenhos animados do mesmo nome.

## Sinopse
O simpático Gato Félix está num longa-metragem repleto de cores e aventuras. Desta vez, com a ajuda do amigo Poindexter e do Professor, Félix deve salvar o distante país de Oriana das mãos do malvado Duque de Zill.